# Gyrodonta concava
Gyrodonta concava là một loài tò vò trong họ Ichneumonidae.